# Joel Zamudio Baylon
Joel Zamudio Baylon (Milaor, Camarines Sur, Filipinas, 28 de janeiro de 1954) é bispo de Legazpi.
Joel Zamudio Baylon recebeu o Sacramento da Ordem em 8 de outubro de 1978.
Em 14 de fevereiro de 1998, o Papa João Paulo II o nomeou Bispo de Masbate.. O Núncio Apostólico nas Filipinas, Dom Gian Vincenzo Moreni, o consagrou em 25 de março do mesmo ano; Os co-consagradores foram o Arcebispo de Cáceres, Leonard Zamora Legaspi OP, e o Bispo de Legazpi, José Sorra. Em 1º de outubro de 2009, o Papa Bento XVI o nomeou ao Bispo de Legazpi. A posse ocorreu em 10 de dezembro do mesmo ano. 